# Marshallbolus takakuwai
Marshallbolus takakuwai är en mångfotingart som beskrevs av Karl Wilhelm Verhoeff 1936. Marshallbolus takakuwai ingår i släktet Marshallbolus och familjen Trigoniulidae. Inga underarter finns listade i Catalogue of Life.